# Craspedophyllum
Craspedophyllum là một chi rêu trong họ Orthotrichaceae.